# Communauté de communes du Pays de Hanau
Die Communauté de communes du Pays de Hanau war ein französischer Gemeindeverband mit der Rechtsform einer Communauté de communes im Département Bas-Rhin, zuletzt in der Region Grand Est.

## Historische Entwicklung
Die Communauté de communes du Pays de Hanau wurde am 13. Dezember 1999 gegründet und bestand aus 19 Gemeinden. Der Verwaltungssitz befand sich im Ort Bouxwiller.
Mit Wirkung vom 1. Januar 2017 fusionierte der Gemeindeverband mit der Communauté de communes du Pays de La Petite-Pierre und bildete so die Nachfolgeorganisation Communauté de communes de Hanau-La Petite Pierre.

## Mitgliedsgemeinden
1. Bischholtz
2. Bosselshausen
3. Bouxwiller
4. Buswiller
5. Dossenheim-sur-Zinsel
6. Ingwiller
7. Kirrwiller
8. Menchhoffen
9. Mulhausen
10. Neuwiller-lès-Saverne
11. Niedersoultzbach
12. Obermodern-Zutzendorf
13. Obersoultzbach
14. Ringendorf
15. Schalkendorf
16. Schillersdorf
17. Uttwiller
18. Weinbourg
19. Weiterswiller

## Name

Wappen der Grafschaft Hanau-Lichtenberg seit 1606

Die Bezeichnung des Gemeindeverbandes leitete sich davon ab, dass alle seine ehemaligen Gemeinden in der ehemaligen Grafschaft Hanau-Lichtenberg lagen.

## Wissenswert
Eine freundschaftliche Beziehung ohne formelle Verschwisterung wurde in den 1960er Jahren mit der Stadt Hanau (Hessen) eingegangen. Sie wird dort durch den Hanauer Kulturverein e.V., den Partnerschaftsverein Hanau e.V. und den Hanauer Geschichtsverein 1844 e.V. gepflegt.